# Obrona Antonówki
Obrona Antonówki – walki obronne polskiego ośrodka samoobrony w powiecie sarneńskim województwa wołyńskiego skupionego wokół kolonii Antonówka z oddziałami UPA i SKW, podczas rzezi wołyńskiej w 1943 roku. Istnienie samoobrony pozwoliło ocalić życie większości Polaków zgromadzonych w ośrodku, pomimo zniszczenia samego ośrodka przez UPA 30 lipca 1943 roku.
Do ośrodka samoobrony należały kolonie Antonówka, Parośla II, Perespa, Sunia, Terebunia i Wydymer.

## Organizacja samoobrony
Organizacyjnie Antonówka znajdowała się w Samodzielnym obwodzie AK Sarny „Staw” niepodlegającym żadnemu inspektoratowi w Okręgu Wołyńskim Armii Krajowej.
Po doniesieniach o rzezi UPA w pobliskiej Parośli I, w Antonówce, polskiej kolonii, w której mieszkała tylko jedna rodzina ukraińska, zorganizowano samoobronę, na czele której stanął plutonowy rezerwy Jan Borowski. Na polach przedzielających dwie części kolonii wykopano ziemne umocnienia zwane „bunkrami”, w których w razie ataku miała chronić się ludność. Ustalono sygnał ostrzegawczy – bicie w zawieszoną szynę, który był słyszalny także w okolicznych miejscowościach. Pełniono warty, by zapobiec zaskoczeniu przez przeciwnika. Antonówka była uznawana za miejsce stosunkowo bezpieczne, ponieważ w odległości 1,5 km od kolonii znajdowała się stacja kolejowa Antonówka chroniona przez załogę niemiecką i Kozaków, co w mniemaniu Polaków miało odstraszać ukraińskich nacjonalistów.
Podobne samoobrony powstały w innych miejscowościach ośrodka. 
W Perespie dowódcą samoobrony został Franciszek Chorążyczewski. W osadzie zbudowano ziemne umocnienia obronne. Ludność cywilna na noc chroniła się w krytych blachą budynkach szkoły i domu ludowego. Bolączką samoobrony był niedostatek broni palnej; większość żołnierzy samoobrony była uzbrojona w broń białą (pałki, piki, kosy, widły, szable).
W Parośli II oddział samoobrony liczył początkowo 20 osób, w czerwcu 1943 został wzmocniony przez samoobronę Stachówki, która wraz z ludnością wycofała się do ośrodka samoobrony w Antonówce.
W Wydymerze organizacją i dowodzeniem samoobroną zajęli się członkowie ZWZ-AK Franciszek Żarczyński i nauczyciel Marcin Brzozowski. Ludność cywilna nie nocowała we własnych domach, lecz w lesie lub w centrum wsi. Z miejscowości wygnano jedyną mieszkającą w niej rodzinę ukraińską (po wojnie okazało się, że była związana z UPA). Kłopoty z brakiem uzbrojenia częściowo rozwiązało wypożyczenie od Niemców kilkunastu karabinów z amunicją do każdego w ilości 20 sztuk. Po 17 czerwca 1943 roku, gdy do Wydymeru przybyli polscy uchodźcy ze Stachówki, rozpoczęto kopanie schronów. Dla kobiet i dzieci zbudowano w lesie Objazdka schron, połączony z kolonią tunelem.

## Przed atakiem UPA
Po rozbiciu przez UPA polskiego ośrodka samoobrony w Hucie Stepańskiej i Wyrce od 19 lipca 1943 roku do miejscowości skupionych w ośrodku samoobrony w Antonówce napływały rzesze polskich uchodźców. Większość z nich była wywożona przez Niemców na roboty przymusowe w III Rzeszy, pozostali zatrzymywali się w Antonówce i innych miejscowościach gminy Antonówka lub kierowali się samodzielnie do Sarn, Kowla i innych miast. Upadek Huty Stepańskiej i Wyrki spowodował zwątpienie członków samoobrony w możliwość ocalenia miejscowości oraz wywołał wśród nich dyskusje na temat dalszego postępowania. W Antonówce rozważano wysłanie kobiet i dzieci do Generalnego Gubernatorstwa i sformowanie z mężczyzn oddziału partyzanckiego. 
28 lipca 1943 roku Ukraińcy z Tutowicz ostrzegli Polaków z Perespy o przeprowadzanej przez UPA mobilizacji i planowanym wkrótce ataku na polskie miejscowości. Po rozejściu się tej wieści wzmocniono warty i patrole, część ludności przeniosła się bliżej stacji kolejowej w Antonówce.

## Atak UPA
Wieczorem 30 lipca 1943 roku oddziały UPA podległe Iwanowi Łytwyńczukowi „Dubowemu” przeprowadziły skoncentrowany atak na polskie miejscowości w gminach Antonówka i Włodzimierzec położone na północ od linii kolejowej Sarny – Kowel. Zaatakowano m.in. Kopaczówkę, Kruszewo, Paroślę I, Perespę, Trebunie, Kowbań i Krasną Górkę. Oddziały polskiej samoobrony stawiły opór. Jedną z pierwszych zaatakowanych miejscowości była Perespa. Napastnicy uzbrojeni w widły, piki, siekiery i niekiedy w broń palną, podpalali budynki i zamordowali około 15–20 Polaków, którzy nie schronili się w bunkrach. Samoobrona ze środka wsi ostrzeliwała napastników. Obrońcy zastosowali fortel podpalając zabudowania w centrum wsi, wobec czego napastnicy uznali, że ta część miejscowości została zaatakowana przez inny oddział UPA i w rezultacie zrezygnowali z dostania się w miejsce, gdzie przebywali polscy cywile. Walki w Perespie trwały do rana.
Część Polaków z zaatakowanych miejscowości rzuciła się do ucieczki w stronę stacji kolejowej w Antonówce. Na uciekinierów z Perespy upowcy zastawili zasadzkę w lesie niedaleko od stacji, nad rzeczką Czakwa. Zamordowano 28 osób, głównie kobiety i dzieci. Ochrona stacji otworzyła ogień ostrzeliwując zarówno upowców, jak i uciekinierów. Następnie upowcy zaatakowali zabudowania kolonii Antonówka, w której cywile i samoobrona widząc łuny pożarów i słysząc strzelaninę, byli już w większości przygotowani na napad i znajdowali się w bunkrach. Upowcy przeszli tyralierą przez kolonię całkowicie ją paląc (98 zagród) i mordując napotkane osoby (szacunkowo 5 osób). Samoobrona ostrzeliwała napastników z „bunkrów”, ci jednak nie podjęli walki i skierowali się w stronę Piłsudów i Terebuni, gdzie spalili wszystkie zabudowania i zabili tylko kilka osób, ponieważ większość Polaków zdążyła opuścić wsie tuż przed atakiem. Podobnie postąpili mieszkańcy Parośli II i Suni.
Samoobrona Wydymeru przez całą noc skutecznie odpierała ataki UPA, zadając jej w wielogodzinnej walce straty w wysokości 10 zabitych.  Nad ranem 31 lipca 1943 r. napastnicy wycofali się, wieś została jednak całkowicie spalona.

## Epilog
Szacuje się, że w atakach w dniu 30 lipca 1943 na miejscowości w gminach Antonówka i Włodzimierzec, oddziały UPA zabiły łącznie około 100 osób.
Dzięki działaniom ośrodka samoobrony Antonówka udało się ocalić większość polskiej ludności cywilnej skupionej w ośrodku. Jednak w wyniku podpaleń oraz grabieży Polacy zostali pozbawieni domostw i środków utrzymania. Zmusiło to samoobrony wraz z ludnością do wycofania się ku stacjom kolejowym na linii Kowel-Sarny (Antonówka, Grabina), skąd Niemcy natychmiast wywieźli ich na roboty przymusowe.